# Audi RS4
Audi RS4 je najjača verzija Audija A4, koja se proizvodi u suradnji s quattro GmbH.

## Audi RS4 B5
1999. godine predstavio je Audi u suradnji s quattro GmbH prvu generaciju RS4 koji je nasljednik Audija RS2. RS4 B5 se proizvodio samo kao Avant kako je već i Audi RS2.
Audi RS4 B5 se je proizvodio do 2001. godine u 6030 eksemplara. Zadnji automobili su registrirani kao model 2002. godine.
- Pogled odstraga na Audi RS4 B5
- Motor Audija RS4 B5

## Audi RS4 B7
Nakon tri godina bez RS4 predstavio je Audi novog RS4 B7 na bazi A4 B7 u sredini 2005. godine. Jednu godinu kasnije su predstavljeni bili i RS4 Avant i RS4 Cabriolet.
|                              | Limousine                | Avant                    | Cabriolet                |
| ---------------------------- | ------------------------ | ------------------------ | ------------------------ |
| Tip motora                   | V8 benzinski (DOHC)      | V8 benzinski (DOHC)      | V8 benzinski (DOHC)      |
| Obujam                       | 4163 cm³                 | 4163 cm³                 | 4163 cm³                 |
| Max. Snaga pri min−1         | 309 kW (420 PS) pri 7800 | 309 kW (420 PS) pri 7800 | 309 kW (420 PS) pri 7800 |
| Max. broj okretaja pri min−1 | 430 Nm pri 5500          | 430 Nm pri 5500          | 430 Nm pri 5500          |
| 0–100 km/h                   | 4,8 s                    | 4,9 s                    | 4,9 s                    |
| 0–200 km/h                   | 16,6 s                   | 16,9 s                   | 17,5 s                   |
| Vmax                         | 250 km/h                 | 250 km/h                 | 250 km/h                 |
| Težina                       | 1650 kg                  | 1710 kg                  | 1845 kg                  |

- Audi RS4 B7 Cabriolet
- Pogled odstraga na RS4 B7 Cabriolet
- Audi RS4 B7 Limuzina
- Pogled odstraga na RS4 B7 limuzinu
- Interijer engleskog RS4
- Motor RS4 B7

## Audi RS4 B8
Treća generacija Audija RS4 bazira na Avant izvedbi Audija A4 B8 i proizvodi se od 2012. godine.
|                              | Avant                    |
| ---------------------------- | ------------------------ |
| Tip motora                   | V8 benzinski             |
| Obujam                       | 4163 cm³                 |
| Max. Snaga pri min−1         | 331 kW (450 PS) pri xxxx |
| Max. broj okretaja pri min−1 | xxx Nm pri xxxx          |
| 0–100 km/h                   | 4,7 s                    |
| 0–200 km/h                   | x,x s                    |
| Vmax                         | 250 km/h                 |
| Težina                       | xxxx kg                  |

## Vanjske poveznice
- Audi RS4 na audi.com.hr  Arhivirana inačica izvorne stranice od 24. listopada 2007. (Wayback Machine)